# HAL Dhruv
Le HAL Dhruv est un hélicoptère moyen polyvalent conçu par la société indienne HAL en collaboration avec Messerschmitt-Bölkow-Blohm pour succéder aux Alouette III de l'armée indienne. Il a commencé à entrer en service dans l'armée indienne en 2002 et s'est exporté vers l'Équateur, l'Ile Maurice, le Népal, et les Maldives. Le Dhruv est disponible dans différentes versions, dont certaines civiles.

## Développement
Le programme du ALH (Advanced Light Helicopter) Dhruv (du Sanskrit: ध्रुव, « Étoile polaire »), est la réponse à un cahier des charges techniques d'un hélicoptère léger polyvalent de 5 tonnes émis par les Forces armées indiennes dès 1979.
Lancé par la signature d'un accord de collaboration industrielle (conception, développement et production) entre l’État indien et Messerschmitt-Bölkow-Blohm en juillet 1984  puis annoncé dès novembre 1984. Le programme n'évolua que très progressivement car HAL ne disposait d'aucune expérience dans la conception d'hélicoptère  et fut forcée dans un premier temps d'assimiler les transferts technologiques de Messerschmitt-Bölkow-Blohm. Ce partenariat s'arrêta en 1995 alors même que certaines technologies n'étaient toujours pas intégrées sur l'appareil (pilote automatique, train d'atterrissage rétractable, système anti-vibrations...). Le premier vol d'un prototype eut lieu en 1992 mais les développements pour les différentes versions entraînèrent une mise en service retardée en 2002. De plus, les essais nucléaires indiens de 1998 entraînèrent des sanctions américaines. L'embargo américain sur la version initiale des moteurs obligea HAL à trouver de nouveaux partenaires (Turbomeca) pour la fabrication des turbines. En outre, la version combat HAL LCH est encore en développement et, n'a effectué son premier vol qu'en 2010. Les hélicoptères de série ne commençant à n'être construits qu'à partir de 2020.
En 2020, il est considéré comme mal conçu et de mauvaise qualité. Un total de 16 sont perdus entre 2002 et mars 2020 dont 2 hélicoptères civils, 11 en Inde et 5 à l'étranger.

## Motorisations
L’hélicoptère Dhruv est proposé depuis 2009 par HAL en deux motorisations différentes  fondées sur deux moteurs Turbomeca TM333-2B2 et Ardiden 1H1 / Shakti.
- Le TM 333 2B2, est certifié par la DGAC depuis décembre 2001 avec une puissance au décollage de 1 100 shp. Grâce à son architecture modulaire simple, il combine fiabilité, facilité de maintenance et faible consommation. Plusieurs centaines de moteurs ont été commandées par HAL, plus de 250 ayant déjà été livrés en 2008.
- Le  Ardiden 1H1 / Shakti (nom sous lequel il sera certifié en Inde), de conception fondamentalement différente, propose une puissance au décollage de 1 200 shp et un gain aux régimes d'urgence supérieur de 30 % par rapport au TM333 2B2 donnant des performances particulièrement adaptées aux conditions de haute altitude et temps chaud et froid.

## Service
Les premiers Dhruv ont servi dans l'unité de garde-côtes de l'armée indienne puis les autres composantes de l'armée indienne reçurent leurs versions commandées. Son bon comportement en altitude, et son plafond élevé conviennent particulièrement à l'Inde et sa géographie montagneuse mais la Border Security Force qui, en mai 2011, à 6 de ces engins et devait en recevoir 2 autres, déclare qu'ils sont inutiles dans ces opérations d'évacuation sanitaire aérienne et de transport de troupes et doute sur ses capacités de voler à grande altitude.
Des essais, en 2007, ont permis de porter son plafond à 8 380 mètres même si l'exigence initiale des 200 kilos de charge utile à 6 000 mètres d'altitude ne peut être atteinte qu'avec le moteur Ardiden 1H1 / Shakti. Il existe également une patrouille acrobatique de l'armée indienne équipée de Dhruv (qui est l'une des 3 seules patrouilles acrobatiques à utiliser des hélicoptères).
Les versions civiles du Dhruv peuvent remplir différentes fonctions (transport, SAR, police, évacuation sanitaire aérienne...) et sont utilisées aussi bien dans les administrations indiennes que pour les entreprises (Oil and natural gas corporation). La Marine indienne, après avoir refusé l'achat de Dhruv, qui ne correspond pas à ses exigences, lance en 2008 un appel d'offres auprès de constructeurs aéronautiques occidentaux (Agusta, Eurocopter et Sikorsky) pour 16 hélicoptères (et 44 en option) de lutte anti-sous-marine.
73 Mark III sont commandés en 2017, 16 pour la marine, 16 pour les garde-côtes, 41 pour l'armée de terre et l'aviation.
Le premier escadron de l'aéronavale est déclaré opérationnel le 19 avril 2021.

## Export
Les performances du Dhruv en altitude et son coût relativement bas permettent à cet hélicoptère d'être très compétitif, particulièrement pour les pays montagneux. 
Le Chili, le Venezuela ou la Turquie sont intéressés par la version civile. La certification pour l'Europe et l'Amérique du Nord est également prévue[Quand ?].
En 2020, deux ALH avaient été exportés aux Maldives et un chacun au Népal et à Maurice. 
L'Équateur qui a acheté pour la Force aérienne équatorienne 7 hélicoptères 
entre 2009 à 2012 pour 45 millions de dollars américains a arrêté son contrat avec Hindustan Aeronautics Limited le 15 octobre 2015 à la suite de la perte de quatre d'entre eux.